# Breton (Familienname)
Breton bzw. Le Breton ist ein französischer Familienname. Im spanischen Sprachraum ist oftmals die Version Bretón anzutreffen.

## Herkunft und Bedeutung
Breton ist ein Herkunftsname für jemanden, der aus der Bretagne stammte oder dem Volk der Bretonen angehörte.

## Namensträger
- Adela Breton (1849–1923), englische Archäologische Künstlerin und Entdeckerin
- Alain-Sébastien Le Breton (1888–1964), französischer Bischof
- Alex Breton (* 1997), kanadischer Eishockeyspieler
- André Breton (1896–1966), französischer Dichter, Schriftsteller und Theoretiker des Surrealismus
- André Le Breton (1708–1779), französischer Verleger
- Auguste Le Breton (1913–1999), französischer Schriftsteller und Lexikograf
- Auriane Mallo-Breton (* 1993), französische Fechterin
- Carlos Bretón, mexikanischer Fußballspieler
- Claire Breton (* 1985), französische Biathletin
- David Le Breton (* 1953), französischer Anthropologe und Soziologe
- David Francis Battye Le Breton (* 1931), britischer Diplomat
- Fernando Larrazábal Bretón (* 1962), mexikanischer Politiker
- Freddy Antonio de Jesús Bretón Martínez (* 1947), dominikanischer Geistlicher, Erzbischof von Santiago de los Caballeros
- Jules Breton (1827–1906), französischer Maler
- Julie Le Breton (* 1975), kanadische Schauspielerin
- Léon Breton (1861–1940), französischer Radsportfunktionär
- Louis Le Breton (1818–1866), französischer Mediziner und Maler
- Louis Lucy Le Breton (1823–1896), französischer Gartenarchitekt
- Lucas Bretón (Lucas Bretón Salcedo, * 2006), dominikanischer Fußballspieler
- Lucien Petit-Breton (1882–1917), französischer Radrennfahrer
- Manuel Bretón de los Herreros (1796–1873), spanischer Dramatiker
- Marielle Breton (* 1965), französische Fußballspielerin
- Marisol Bréton (* 1975), mexikanische Bogenschützin
- Nicholas Breton (1545?–1626?), englischer Dichter
- Philippe Breton (1936–2020), französischer Geistlicher, Bischof von Aire und Dax
- Rachel Breton (* 1990), US-amerikanische Fußballspielerin
- Raymond Breton (1609–1679), französischer Dominikaner, Missionar und Linguist
- Roger Le Breton (1914–1997), französischer Rechtsmediziner
- Simon le Breton (um 1420–1473), franko-flämischer Komponist und Sänger
- Simone Breton (1897–1980), französische Frauenrechtlerin und Galeristin
- Thierry Breton (* 1955), französischer Manager und Politiker
- Tomás Bretón (1850–1923), spanischer Komponist
- Tomás Alberto Le Breton (1868–1959), argentinischer Diplomat
- Virginie Demont-Breton (1859–1935), französische Malerin
- Xavier Breton (* 1962), französischer Politiker